# Vougy (Loire)
Pour les articles homonymes, voir Vougy.
Vougy est une commune française située dans le département de la Loire en région Auvergne-Rhône-Alpes.

## Géographie
Commune rurale d'environ 1500 habitants, à une altitude de 280 m, Vougy est située à égale distance entre les villes de Roanne et Charlieu (9 km environ).
Saint-Étienne et Lyon sont distantes de 90 km. Le département de Saône-et-Loire ne se trouve qu'à 12 km et le celui du Rhône à 22 km.
Les habitants de Vougy sont appelés les Vougerots.  Vougy appartient à l’ancienne province du Beaujolais. Les limites communales sont marquées par la  Loire à l’ouest, le Jarnossin au nord, le Trambouzan au sud. Le point le plus  haut de la commune est le Crêt d’Aiguilly, à 345 mètres d’altitude.

### Climat
Pour des articles plus généraux, voir Climat d'Auvergne-Rhône-Alpes et Climat de la Loire.
En 2010, le climat de la commune est de type climat océanique dégradé des plaines du Centre et du Nord, selon une étude du Centre national de la recherche scientifique s'appuyant sur une série de données couvrant la période 1971-2000. En 2020, Météo-France publie une typologie des climats de la France métropolitaine dans laquelle la commune est exposée à un climat de montagne ou de marges de montagne et est dans une zone de transition entre les régions climatiques « Centre et contreforts nord du Massif Central » et « Nord-est du Massif Central ». 
Pour la période 1971-2000, la température annuelle moyenne est de 10,8 °C, avec une amplitude thermique annuelle de 16,7 °C. Le cumul annuel moyen de précipitations est de 780 mm, avec 10,8 jours de précipitations en janvier et 7,4 jours en juillet. Pour la période 1991-2020, la température moyenne annuelle observée sur la station météorologique de Météo-France la plus proche, « Nandax », sur la commune de Nandax à 4 km à vol d'oiseau, est de 11,7 °C et le cumul annuel moyen de précipitations est de 916,6 mm,. Pour l'avenir, les paramètres climatiques de la commune estimés pour 2050 selon différents scénarios d'émission de gaz à effet de serre sont consultables sur un site dédié publié par Météo-France en novembre 2022.

## Urbanisme

### Typologie
Au 1er janvier 2024, Vougy est catégorisée bourg rural, selon la nouvelle grille communale de densité à sept niveaux définie par l'Insee en 2022.
Elle est située hors unité urbaine. Par ailleurs la commune fait partie de l'aire d'attraction de Roanne, dont elle est une commune de la couronne,. Cette aire, qui regroupe 88 communes, est catégorisée dans les aires de 50 000 à moins de 200 000 habitants,.

## Histoire
En 1400  la terre de Vougy appartient à Antoine de Molle, seigneur d’une famille originaire de Bourgogne, puis, en 1450, à Henry de Molle,  Il meurt sans avoir d’enfant. La terre passe alors à Philippe de Chantemerle, son neveu, seigneur appartenant à la cour de Charles, duc de Bourgogne. À la fin du XVIe siècle le seigneur de Vougy est Arduin de Vougy. En 1668 c’est Claude de Levis, baron de Lugny, qui est propriétaire. 
En 1709 une grande famine décime la population ainsi qu’en témoigne le curé de Vougy  "Le soir du 6 janvier, il commença à faire froid, et ce froid fut si extraordinaire et si violent, pendant cinq ou six jours, qu'on disait n'en avoir jamais vu un semblable... La famine a été si grande, qu'on ne peut concevoir la, quantité de personnes mortes de faim dans les chemins en allant demander l'aumône. Il y en eut beaucoup de dévorées par les chiens et par les loups ; enfin il est mort pour le moins la moitié des habitants de cette paroisse. Il est resté très peu d'enfants. Il est peu resté de monde à Pouilly et à Nandax ; de quatre cent dix communiants que j'avais en 1708, il ne m'en est resté que 240 ». (p 182)

Au XVIIe siècle c’est Jean-Marie Michon, qui possédait déjà  la petite seigneurie féodale de la Farge, qui acquiert  la terre  de Vougy, ainqi que  les terres voisines d'Aiguilly, Montrenard, Bonvert. Capitaine expérimenté et soldat courageux, J.-M. Michon eut une jambe tracassée et son cheval tué sous lui à la bataille d'Ettinghen (1743). Son fils Jean-Louis Michon lui succède. Il est maître de camp des armées du roi. En 1766 le roi Louis XV érige en comté la terre et la seigneurie de Vougy.

## Politique et administration
| Période                                  | Période   | Identité          | Étiquette | Qualité |
| ---------------------------------------- | --------- | ----------------- | --------- | ------- |
| Les données manquantes sont à compléter. |           |                   |           |         |
| mars 2001                                | mars 2008 | Anne-Marie Berrod |           |         |
| mars 2008                                | En cours  | Bernard Moulin    |           |         |

## Démographie
L'évolution du nombre d'habitants est connue à travers les recensements de la population effectués dans la commune depuis 1793. Pour les communes de moins de 10 000 habitants, une enquête de recensement portant sur toute la population est réalisée tous les cinq ans, les populations de référence des années intermédiaires étant quant à elles estimées par interpolation ou extrapolation. Pour la commune, le premier recensement exhaustif entrant dans le cadre du nouveau dispositif a été réalisé en 2008.

En 2022, la commune comptait 1 523 habitants, en évolution de +4,89 % par rapport à 2016 (Loire : +1,32 %, France hors Mayotte : +2,11 %).
| 1793 | 1800 | 1806 | 1821 | 1831  | 1836  | 1841  | 1846  | 1851  |
| ---- | ---- | ---- | ---- | ----- | ----- | ----- | ----- | ----- |
| 900  | 828  | 887  | 997  | 1 191 | 1 088 | 1 119 | 1 239 | 1 252 |

| 1856  | 1861  | 1866  | 1872  | 1876  | 1881  | 1886  | 1891  | 1896  |
| ----- | ----- | ----- | ----- | ----- | ----- | ----- | ----- | ----- |
| 1 365 | 1 358 | 1 299 | 1 291 | 1 331 | 1 274 | 1 178 | 1 151 | 1 173 |

| 1901  | 1906  | 1911  | 1921 | 1926 | 1931 | 1936 | 1946 | 1954 |
| ----- | ----- | ----- | ---- | ---- | ---- | ---- | ---- | ---- |
| 1 095 | 1 043 | 1 046 | 925  | 912  | 871  | 878  | 929  | 994  |

| 1962  | 1968  | 1975  | 1982  | 1990  | 1999  | 2006  | 2008  | 2013  |
| ----- | ----- | ----- | ----- | ----- | ----- | ----- | ----- | ----- |
| 1 018 | 1 073 | 1 211 | 1 551 | 1 604 | 1 499 | 1 437 | 1 422 | 1 413 |

| 2018  | 2022  | - | - | - | - | - | - | - |
| ----- | ----- | - | - | - | - | - | - | - |
| 1 479 | 1 523 | - | - | - | - | - | - | - |

## Culture locale et patrimoine

### Lieux et monuments
- Église Saint-Bonnet de Vougy.
- Château de Vougy,  propriété de la famille De Courcel. Ce château construit au XVIIIe siècle présente de belles façades classiques dans un parc paysager.

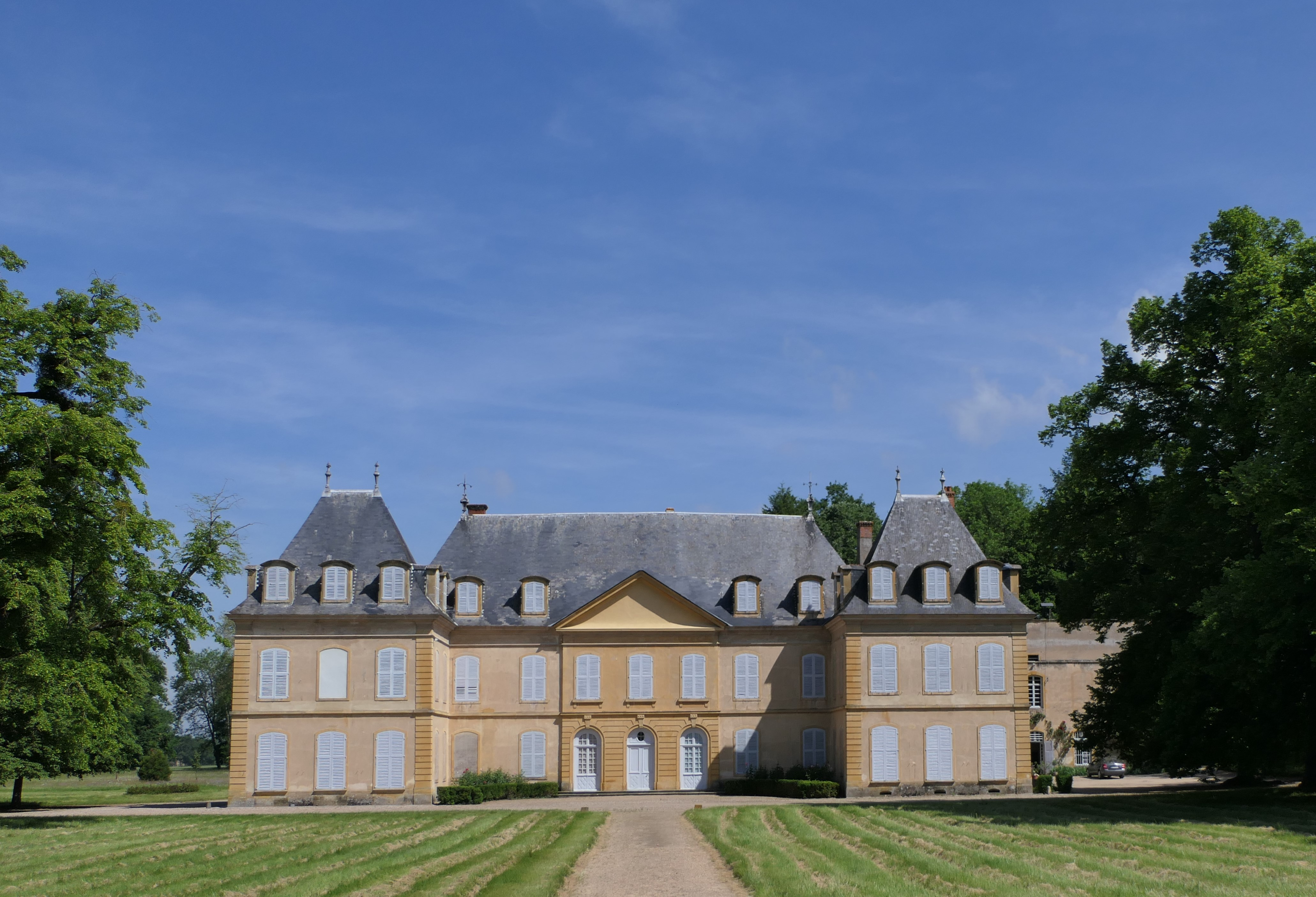
Château de Vougy
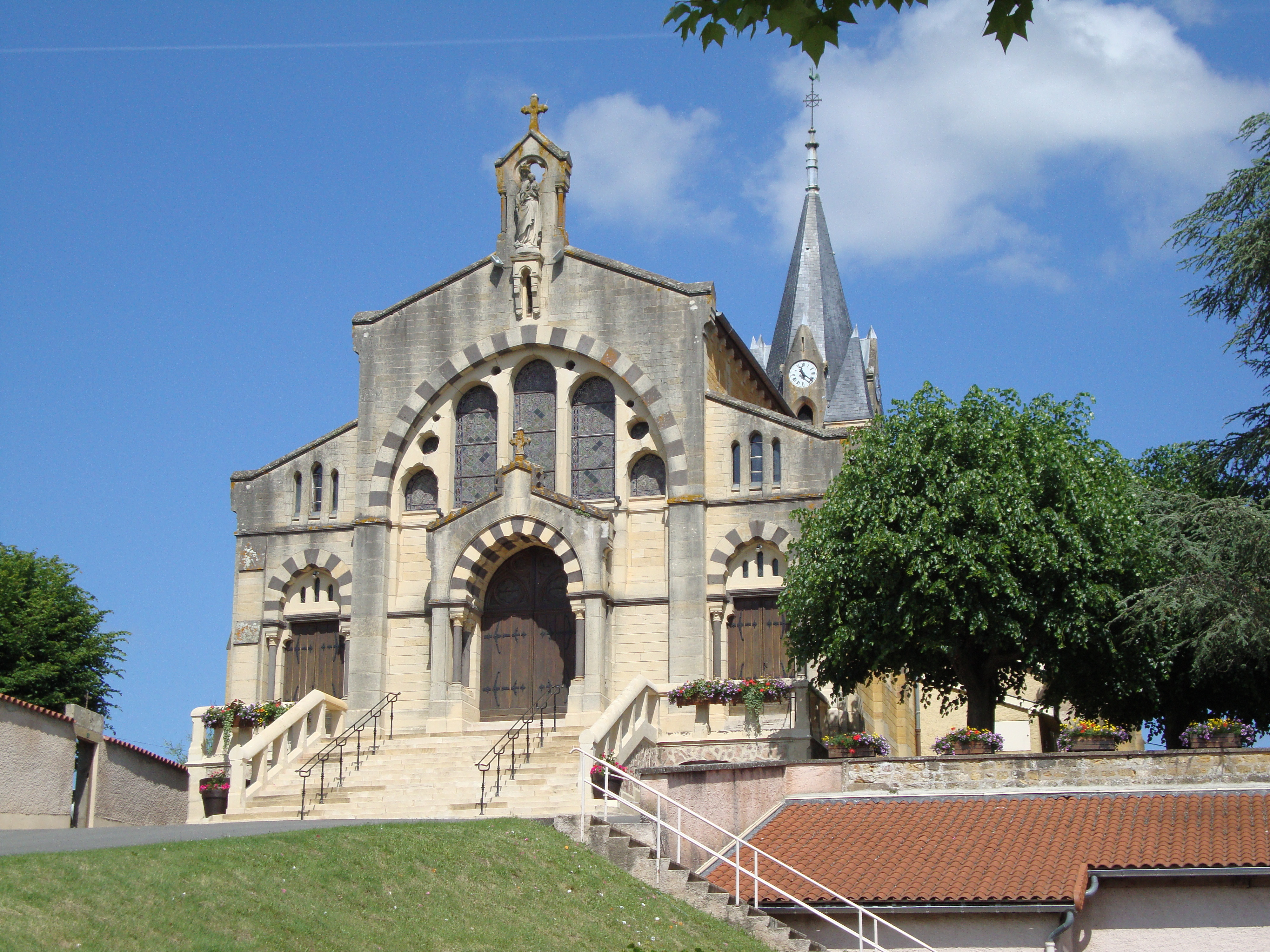
Façade église de Vougy

### Héraldique
|  | Les armoiries de Vougy se blasonnent ainsi : D’azur à la fasce d’or accompagnée de trois besants d’argent. Adopté le 16 août 1996 |

## Personnalités liées à la commune
- Jean Étienne Michon de Vougy, (1767 - 1830) militaire et député de la Loire de 1815 à 1818, est mort à Vougy.